# Pseudotrimezia subtilis
Pseudotrimezia subtilis är en irisväxtart som beskrevs av Pierfelice Ravenna. Pseudotrimezia subtilis ingår i släktet Pseudotrimezia och familjen irisväxter. Inga underarter finns listade i Catalogue of Life.